# Кайзер Карл VI (крейсер)
Панцерний крейсер "Кайзер Карл VI " (нім. SMS Kaiser Karl VI) входив до Військово-морських сил Австро-Угорщини.

## Історія
Був закладений через п'ять років після першого панцерного крейсера «Цісарівна і королева Марія Терезія». Його спроектували головний інженер Й. Кельнер та інженер з Праги Зігфрід Поппер. На будівництво уряд виділив 11 млн крон, причому у цю суму увійшли кошти гармати для крейсера «Kaiserin Elisabeth» типу «Кайзер Франц Йосиф І». У баштах з електроприводом встановили гармати фірми Круппа, а решту артилерії виготовила фірма «Шкода». Два панцерні крейсери класу «Кайзер Карл VI» виготовили на противагу італійським крейсерам типу «Vettor-Pisani», що мали набагато слабіше озброєння.
Крейсер здійснив походи до Егейського моря (1901), Східної Азії (1902—1903), Леванту (1909), Аргентини (1910), Середземного моря (1914). В час Балканської війни 1913 брав участь у блокаді узбережжя Чорногорії.
В час Першої світової війни крейсер обстрілював батареї на горі Ловчен (1914, 1915), здійснив розвідувальні походи до протоки Отранто (1915, 1916). У лютому 1918 його моряки брали участь  в Которському заколоті. Після придушення заколоту значну частину застарілих кораблів, включно з крейсером "Кайзер Карл IV" вивели зі складу флоту, аби зменшити кількість екіпажів, які перебували у бездіяльності.  У січні 1920 крейсер передали  Британії, яка продала його верфі Неаполя для розбирання 1922 на металобрухт.

## Посилання

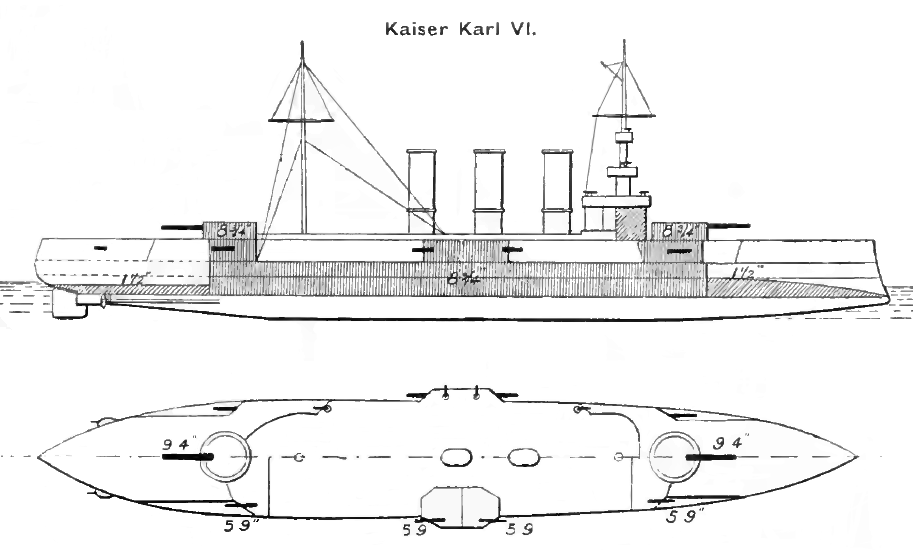
Схема озброєння і захисту крейсера